# God is a Dancer
God is a Dancer es una canción del DJ holandés Tiësto y la cantante británica Mabel. Fue lanzada por Musical Freedom el 20 de septiembre de 2019. La canción fue escrita por Tiësto, Violet Skies y Josh Wilkinson, y producida por Tiësto y Wilkinson.

## Fondo
Mabel se burló del lanzamiento de la canción en su Instagram con las líneas "¿Estás sintiendo ese fuego?" y "Porque la música está en camino" el 17 de septiembre de 2019. El 18 de septiembre de 2019, Tiësto reveló la fecha de lanzamiento y la portada en sus redes sociales. Tras su lanzamiento, se creó un sitio web con el título de la canción. Se puso a disposición para guardar previamente en iTunes y Spotify al mismo tiempo.

## Actuación en vivo
Mabel realizó "God Is a Dancer" en The Jonathan Ross Show el 9 de noviembre de 2019.
- Datos: Q68799901